# Brzeziny (powiat kutnowski)
Brzeziny – wieś w Polsce położona w województwie łódzkim, w powiecie kutnowskim, w gminie Żychlin.
W latach 1975–1998 miejscowość należała administracyjnie do województwa płockiego.
Integralna część Brzezin nosi nazwę Śleszyn Mały, a do 1920 r. w skład wsi wchodziła obecnie nieistniejąca wieś Gaj.